# Josef Schmied-Kowarzik
Josef Schmied-Kowarzik (* 26. Dezember 1850 in Wien; † 20. Januar 1935 in Mödling) war ein österreichischer Privatgelehrter und Fechtsporthistoriker.

## Leben
Josef Kowarzik wurde als einziges Kind aus der Ehe von Josef Kowarzik und Therese Pfeifer in Wien geboren. Sein Vater verstarb früh, so blieb ihm aus wirtschaftlichen Gründen ein Medizinstudium versagt. Nach der Schulzeit wurde er – wie sein Vater – Bankbeamter und war zuletzt Abteilungsvorstand bei der Allgemeinen Depositenbank in Wien. 1880 heiratete er Luise Jarosch-Hagenauer (1852–1968). Sie hatten drei Kinder: Therese (1882–1958 – verheiratete Danesch), Walther Schmied-Kowarzik (1885–1958 – später Prof. für Philosophie und Psychologie), Bertha (1891–1968 – verheiratete Nowak). Nach dem Tod seiner Großmutter erbte Josef Kowarzik ein kleines Vermögen, ließ sich als Bankbeamter pensionieren, nahm den Doppelnamen Schmied-Kowarzik an – 1913 für die ganze Familie durch die kaiserlich-österreichische Regierung legalisiert – und lebte als Fechtsporthistoriker, Privatgelehrter, Publizist und Maler in Mödling bei Wien.
Bereits seit den 70er Jahren interessierte sich Josef Schmied-Kowarzik für das Fechten als Sportart, er wurde Fechter und Fechtlehrer. 1879/81 gründete er zusammen mit dem Vorsitzenden des Reichsdeutsch-Österreichischen Fechtverbandes Hans Kufahl und dem Universitätsfechtmeister Prof. M. Werndnik den ersten Wiener Fechtklub „Haudegen“. Sein Hauptinteresse galt dabei der Geschichte des Zweikampfs und der verschiedenen Fechtsportarten, die er in umfangreichen theoretischen und praktischen Studien an historischen Waffen (zweihändiges Schwert, Dussak, Dolch, Degen, Hellebarde, italienischer Säbel u. a.) rekonstruierte und zusammen mit dem Fechtklub „Haudegen“ zu besonderen geschichtlichen Anlässen in den 90er Jahren in Wien und 1904 zur Tausendjahrfeier von Mödling vorführte. Seine zusammen mit Hans Kufahl verfassten Bücher – Fechtbüchlein (1894) und Duellbuch (1896) – gelten heute noch aufgrund des umfangreichen historischen Quellenmaterials als Standardwerke der Geschichte des Zweikampfs.

## Publikationen
Josef Schmied-Kowarzik gemeinsam mit Hans Kufahl:
- 1894 Fechtbüchlein, Leipzig (Philipp Reclam)
- 1896 Duellbuch, Leipzig (J.J. Weber)
- 2006 Der Zweikampf auf den Hochschulen. Geschichte des Zweikampfes nebst einem Anhang enthaltend Duellgesetze und Paukcomment. Nachdruck des 2. Teils des Duellbuchs (1896), Hilden (WJK-Verlag).